# Division „von Manteuffel“
Die Division „von Broich“, später Division „von Manteuffel“ war ein Großverband der deutschen Wehrmacht mit gemischten Truppengattungen.

## Geschichte

### Aufstellung
Während der ab dem 9. November 1942 beginnenden Besetzung Französisch-Tunesiens infolge der deutsch-italienischen Niederlage in der zweiten Schlacht von El Alamein und den Alliierten Landungen in Französisch-Marokko und Algerien in der Operation Torch bildeten die deutschen Truppen mehrere Stabseinheiten zur Führung der bereits im Land befindlichen Truppen. 
Der „Stab Harlinghausen“ führte dabei die Truppen in und um Tunis während der „Stab Lederer“ alle im Brückenkopf um Bizerte befindlichen Truppen koordinierte. Am 18. November ging das Kommando des Stabes an Oberst Friedrich von Broich über. Zu diesem Zeitpunkt wurde aus den unterstellten Einheiten die Division „von Broich“ gebildet, die den Auftrag hatte, Verteidigungspositionen gegen die von Westen anrückenden Alliierten Truppen einzunehmen. Durch weitere Verstärkungen hatte die Division am 1. Dezember eine Sollstärke von sieben Bataillonen mit 7.629 Mann. Zusammengesetzt war sie aus Fallschirmjägern, in Tunis gelandeter Infanterie der Tunis Feld Bataillone, sowie einem italienischen Regiment. 

### Unterstellung beim LXXXX. Armeekorps
Am 19. November war sie dem LXXXX. Armeekorps unter Generalleutnant Walther Nehring unterstellt worden. Das Korps ging am 8. Dezember in der neu gebildeten 5. Panzerarmee Generaloberst Hans-Jürgen von Arnims auf. 

### Unternehmen Eilbote
Bis zum vollständigen Eintreffen der sich aus Italienisch-Libyen zurückziehenden Panzerarmee Afrika am 28. Januar 1943 versuchte die Division „von Broich“ zusammen im Rahmen des Unternehmens "Eilbote" mit der 334. Infanterie-Division und der 10. Panzer-Division die Verteidigungslinien von Bizerte und des nördlichen Tunesien aus möglichst weit nach Südwesten auszudehnen um den Rückzug zu decken.

### Kampf um Tunis
Am 5. Februar 1943 übernahm Oberst von Manteuffel die Division und beteiligte sich in der Schlacht um Tunesien (Tuniskessel). Die Division nahm an zahlreichen Abwehrschlachten teil und konnte die alliierten Verbände durch Gegenangriffe erfolgreich binden. Am 31. März brach von Manteuffel vor Erschöpfung zusammen und wurde in die Heimat zurückgeschickt. Mit der Versetzung wurde er zum Generalmajor befördert.

### Kapitulation
Mit dem letzten Kommandeur Generalleutnant Bülowius ging die Division mit der Kapitulation der 5. Panzer-Armee am 11. Mai 1943 in britische Gefangenschaft.

## Kommandeure
- 18. November 1942 bis 5. Februar 1943 – Oberst/Generalmajor Friedrich Freiherr von Broich
- 7. Februar bis 31. März 1943 – Oberst/Generalmajor Hasso von Manteuffel
- 31. März bis 9. Mai 1943 – Generalleutnant Karl Bülowius

## Gliederung
Divisions-Truppen
- Stab der Division
- Kraftwagen-Kolonne (mot.) „Weber“
- Werkstatt-Kompanie (mot.) 215
- Sanitäts-Kompanie „Burgass“
- Verpflegungsamt (mot.)
- Feldpostamt (mot.)

Unterstellte Einheiten
- Luftwaffen-Regiment (mot.) „Barenthin“ (Luftwaffe)
- Panzergrenadier-Regiment (mot.) 160
- Fallschirmjäger-Pionier-Bataillon (mot.) 11 (Luftwaffe)
- Panzer-Nachrichten-Zug (mot.) 190
- Bersaglieri-Regiment (mot.) 10 (ital.)
- IV./„Afrika“-Artillerie-Regiment (mot.) 2
- Flak-Kampftruppe (Luftwaffe)